# Mansourah (Mostaganem)
Pour les articles homonymes, voir Mansourah.
Mansourah est une commune de la wilaya de Mostaganem en Algérie.

## Démographie
Selon le recensement général de la population et de l'habitat de 2008, la population de la commune de Mansourah est évaluée à 18 216 habitants contre 15 641 en 1998.